# 김영은 (성우)
김영은(1983년 5월 30일 ~ )은 대한민국의 여자 성우다. 배우자 성우 이호산의 아내다.

## 내력
- 2009년 4월 투니버스 공채 7기 성우로 데뷔했으며, 혈액형은 B형이다.
- 성우 오디션에서 일곱 번을 낙방했으며, 투니버스 7기 성우 오디션에 합격한 것은 여덟번째였다. 합격 당시 한국나이 27세로 동기 여자들 중에서는 큰언니다.
- 2011년 10월 29일 투니버스 6기 성우 이호산과 결혼하였으며, 2012년 프리랜서가 되었으며, 2015년 9월 딸을 낳았다. 그리고 2019년 5월 둘째딸을 낳았다.

## 주요 출연작품
굵은 글씨는 메인 캐릭터.

### 애니메이션
- 신비아파트 시리즈 (투니버스) - 구하리
- 반짝반짝 캐치! 티니핑 (JEI 재능TV) - 원더핑
- 도깨비언덕에 왜 왔니? (투니버스) - 운주
- 터닝메카드 W (KBS) - 서준, 마루
- 터닝메카드 W: 반다인의 비밀 (투니버스) - 서준, 마루
- 터닝메카드 NEW (KBS) - 서준, 공주은, 조, 마루
- 사랑은 콩다콩 (투니버스) - 전노은
- 돌연변이 아일랜드 - 패트리사
- 마법변신! 아이돌 프린세스 리틀프릿 - 유리*
- 침략! 오징어 소녀 (투니버스) - 두견이, 이유미
- 안녕 자두야 (투니버스) - 이윤석
  - 안녕 자두야 스페셜 (투니버스) - 윤석 왕자
- 와라! 편의점 (MBC, 투니버스) - 유준, 박대박, 사생팬 1, 이윤석
- 짱구는 못말려 (투니버스) - 봉미소, 샌드백 토끼
- 캐릭캐릭 체인지 두근두근 (투니버스) - 누리
  - 캐릭캐릭 체인지 파티 (투니버스) - 누리
- 레터비 - 스테이크
- 나루토 질풍전 (투니버스) - 우즈마키 쿠시나
- 원피스 - 모즈, 코비
- 스켓 댄스 - 주장(인태희), 신혜인
- 시크릿타운 (투니버스) - 쿤이
- 테니스의 왕자 - 가치로
- 명탐정 코난 (투니버스) - 정나혜, 이하연, 여학생
- 가정교사 히트맨 리본 (투니버스) - 진저 브레드, 체르벨로 2
- 날아라 호빵맨 (투니버스) - 크림팬더
- 괴담 레스토랑 (투니버스) - 토토, 키키, 메리, 지푸리
- 개구리 중사 케로로 (투니버스) - 구루루, 썬
- 무적코털 보보보 (투니버스) - 렘
- 꿈빛 파티시엘 (투니버스) - 다래, 리지, 능금, 나원
  - 꿈빛 파티시엘 프로페셔널 (투니버스) - 다래, 린다, 유리
- 너에게 닿기를 (투니버스) - 유메, 여자
- 여기는 공원 앞 파출소 - 갓페이
- 마리와 강아지 이야기 - 소년
- 내 친구 코리리 - 파키케팔로
- 말하는 강아지 마사 - 제이크
- 아따맘마 (투니버스) - Lucky Star 점원 1, 스톤오션 점원 2, TV 카트리나 아가씨, 미용사, 매점 아줌마
- 안녕 자두야 (SBS, 애니맥스) - 최수진
- 동쪽의 에덴 - 괴물
- 결계사 - 헤이스케 부하 4
- 육가네 6쌍둥이 (카툰네트워크) - 육빈둥
- 드래곤볼GT (투니버스) - 승무원
- 닌자보이 란타로 (투니버스) - 시부키
- 건담 빌드 파이터즈 (카툰네트워크) - 세이
- 맹수대백과 60 (투니버스)
- 코라의 전설 (니켈로디언) - 피마, 밀로
- 닌자 거북이 2012 (니켈로디언) - 에이프릴
- 럭키프레드 (투니버스) - 사라 / 줄리 / 티미
- 미래전사 씨어 (투니버스)
- 웨딩피치 (투니버스) - 레이첼
- 메탈베이블레이드 제로G
- 마기 (카툰네트워크) - 사아사
- 리틀펫샵 (투니버스) - 블라이스
- 탐험 드리랜드 (투니버스) - 월령
- 최강! 탑플레이트  - 온유하
- 아이 엠 스타! (투니버스) - 써니[1] / 희나
- 심슨네 가족들 (투니버스) - 랄프 위검
- 지파이터스 (투니버스) - 제인
- 파페포포 - 악동
- 포켓몬스터 XY (투니버스) - 사나
- 포켓몬스터 썬&문 (투니버스)
- 히어로스쿨Z - 웅이
- 베이블레이드 버스트 갓 - 프리

### 외화
- 시험의 신 - 아키
- 죽어도 예쁜 걸 - 파이퍼 (모니크 피셔)
- 다이노 댄 - 트렉
- 명탐정 코난 드라마스페셜 : 괴조 전설의 수수께끼 - 노지현
- 33분 탐정 - 소년 로쿠로
- 명탐정 코난 드라마스페셜 : 남도일의 부활 - 스태프1
- 호두까기 인형과 4개의 왕국 - 루이스

### 극장판
- 플래닛 51 - 에클
- 명탐정 코난 극장판 8기 - 은빛날개의 마술사 - 승무원 이지은
- 명탐정 코난 극장판 14기 - 천공의 난파선(투니버스) - 박세모
- 메이저 극장판 - 우정의 강속구(투니버스) - 김상도
- 빅 히어로 - 고고
- 썬더일레븐 극장판 최강군단 오우거의 습격 - 염유림, 소림보
- 썬더일레븐 go 극장판 궁극의 우정 그리폰 - 슈
- 나루토 질풍전 극장판 - 블러드 프리즌(투니버스) - 비서
- 나루토 질풍전 극장판(인연) - 숙명의 재회(투니버스)
- 토리코 극장판 : 출발! 구르메 어드벤처(카툰네트워크) - 베크 엄마 / 밤톨
- 아이엠스타 뮤직어워드 - 희나
- 카이: 거울 호수의 전설 - 카이
- 스머프: 비밀의 숲
- 신비아파트: 금빛 도깨비와 비밀의 동굴 - 구하리
- 극장판 신비아파트: 하늘도깨비 대 요르문간드 - 구하리
- 신비아파트 극장판 차원도깨비와 7개의 세계 - 구하리
- 신비아파트 특별판: 조선퇴마실록 (투니버스) - 구하리, 효원공주
- 라야와 마지막 드래곤 - 라야

### 게임
- 네임리스 - 소이
- 리그 오브 레전드 - 레오나, 케이틀린
- 음양사: 봉황화
- 카트라이더 러쉬플러스:다오
- 오션 런너  -   가재

### 방송
- 토닥토닥 마음아 (EBS) - 뿡크